# Vlkanová
Vlkanová és un poble i municipi d'Eslovàquia que es troba a la regió de Banská Bystrica, al marge esquerra del riu Hron, un afluent del Danubi. El 2017 tenia 1320 habitants (el 2001 eren 851).

## Història
La primera menció escrita Welchena data del 1294. Després de l'annexió del municipi de Peťová (hongarès Petőfalva) el 1895 fins 1927 es deia en eslòvac Vlkanova Peťová i en hongarès Farkaspetőfalva. De 1979 a 1990 va fusionar amb la ciutat de Banská Bystrica.

## Demografia
| Godina             | 1994 | 2004    | 2014 | 2024   |
| ------------------ | ---- | ------- | ---- | ------ |
| Nombre de persones | 815  | 1080    | 1296 | 1273   |
| Diferència         |      | +32,51% | +20% | −1,77% |

| Godina             | 2023 | 2024   |
| ------------------ | ---- | ------ |
| Nombre de persones | 1276 | 1273   |
| Diferència         |      | −0,23% |